# 바빌론 타워
바빌론 타워(조지아어: ბაბილონის კოშკი)는 조지아 바투미에 건설 중이다. 그것은 170미터(47층)이며 높은 것이다. 완공되면 바투미에서 가장 높은 초고층 건물이 된다. 이 타워는 최근 몇 년 동안 바투미에 건설된 많은 새로운 건물에 합류하여 관광 산업의 재개발을 가져온다.
건설은 오메르 일크누르에 의해 감독되며 4성급 호텔 (독립 건설), 카지노, 주택, 사회 시설, 상점, 사무실, 카페, 레스토랑 및 바가 포함된다.
지역 주민들은 야간에 바빌론 타워 건설에 반대하는 성공적인 시위를 조직했다. 그들에 따르면 호텔에서의 공사는 24시간 모드로 20일 동안 진행되어 있다.
TAM-GEO 총 투자액 (70 백만 USD)을 계획하고 계속 투자하기 위해 13 백만 달러 이상을 투자했다고 보고 했다.
LLC TAM GEO가 증가하는 투자 금액을 7천만 달러에서 8천만 달러로 보고 있다.

## 같이 보기
- 조지아의 마천루 목록